# Wilhelm Kohlmeyer

Wilhelm Kohlmeyer

Wilhelm Kohlmeyer (* 12. März 1907 in Hamburg; † 12. Februar 1943 in Gubin bei Stalino, UdSSR) war ein deutscher Politiker (NSDAP).

## Leben und Tätigkeit
Nach dem Besuch der Volksschule strebte Wilhelm Kohlmeyer die Beamtenlaufbahn an, wurde aber auf Grund des Beamtenabbaugesetzes von 1923 aus dem Staatsdienst entlassen. Anschließend verdiente er knapp zehn Jahre lang seinen Lebensunterhalt als Fabrikarbeiter, Bäcker und Steinarbeiter.
Am 1. November 1923 wurde Kohlmeyer zum Führer des Jugendbundes der NSDAP in Hamburg ernannt, die kurz darauf verboten wurde. Zum 11. November 1925 trat er der neu gegründeten Partei bei (Mitgliedsnummer 23.494). 1934 wurde er Führer eines Gebietes der Hitlerjugend (HJ). Kohlmeyer, der Träger des Goldenen Ehrenzeichens der NSDAP und des Goldenen Ehrenzeichens der HJ (Nr. 15) war, amtierte zudem als ehrenamtlicher Landesjugendpfleger der Hansestadt Hamburg.
Nachdem er bei der Reichstagswahl 1936 erfolglos kandidiert hatte, saß Kohlmeyer von April 1938 bis zu seinem Tod 1943 als Abgeordneter für den Wahlkreis 34 (Hamburg) im nationalsozialistischen Reichstag. Sein Mandat wurde anschließend bis zum Kriegsende von Franz Paul weitergeführt.
Kohlmeyer trat 1940 der SS bei. Er starb im Februar 1943 bei Kampfhandlungen in der Ukraine.